# Peter Ritter (Fußballspieler)
Peter Ritter (* 9. Oktober 1962) ist ein ehemaliger deutscher Fußballspieler. Nach seiner aktiven Laufbahn, in der er für Alemannia Aachen, Fortuna Köln und BSV Stahl Brandenburg in der 2. Bundesliga insgesamt 198 Spiele bestritten und dabei drei Tore erzielt hatte, arbeitete er als Trainer vornehmlich im rheinland-pfälzischen Amateurbereich.

## Sportlicher Werdegang
Ritter spielte als Jugendlicher beim 1. FC Köln, bei dem er Anfang der 1980er in den Profikader aufrückte, ohne jedoch zum Einsatz zu kommen. 1983 wechselte er daher zum Wuppertaler SV in die drittklassige Oberliga Nordrhein. In der Spielzeit 1983/84 verpasste er mit dem Klub als Tabellendritter die Aufstiegsrunde zur 2. Bundesliga sowie die Amateurmeisterschaft nur knapp.
1985 schloss sich Ritter dem Zweitligisten Alemannia Aachen an. Hier avancierte er schnell zur Stammkraft in der Defensive und platzierte sich mit der Mannschaft vom Tivoli um Theo Gries, Norbert Buschlinger, Bernhard Olck, Peter Sendscheid und Eugen Hach im vorderen Mittelfeld der Zweitliga-Tabelle. Nach 114 Ligaspielen für den Klub wechselte er in der Winterpause der Spielzeit 1988/89 zum Ligakonkurrenten Fortuna Köln. Hier blieb er zweieinhalb Spielzeiten, in denen er mit den Kölner Südstädtern gegen den Abstieg spielte.
1991 wechselte Ritter zu Stahl Brandenburg, der zu den sechs in die 2. Bundesliga eingegliederten Vereinen aus der letzten Spielzeit der NOFV-Oberliga gehörte. In der Spielzeit 1991/92 war der Klub jedoch chancenlos und belegte in der Nordstaffel den letzten Platz. Nach dem Abstieg kehrte Ritter in den Westen Deutschlands zurück, wo er beim Drittligisten Eintracht Trier in der Oberliga Südwest spielte. Als Meister der Spielzeit 1992/93 spielte er mit der Mannschaft in der Aufstiegsrunde zur 2. Bundesliga. Nach dem Auftaktsieg gegen den VfL Herzlake konnte er mit der von Udo Klug trainierten Mannschaft keines der folgenden fünf Spiele gewinnen und verpasste als Tabellendritter die Zweitliga-Rückkehr. Im folgenden Jahr wiederholte die Mannschaft die Oberliga-Meisterschaft, trotz dieses Mal drei Siegen reichte es bei zwei Punkten Rückstand auf Aufsteiger FSV Frankfurt und den punktgleichen SSV Ulm 1846 erneut nur zum dritten Platz. Damit hatte sich die Mannschaft jedoch für die Regionalliga West/Südwest qualifiziert, in der er noch zwei Spielzeiten auflief.
Nach seinem Karriereende war Ritter zwischen 1996 und 2003 Trainer beim TuS Argenthal sowie anschließend vier Jahre beim SV48 Brühltal/Mörschbach und beim TSV Emmelshausen tätig. 2011 übernahm er den TuS 1865 Rheinböllen, 2016 den SV Vesalia 08 Oberwesel.